# لیگ عدالت: فاجعه در دو زمین
لیگ عدالت: فاجعه در دو زمین (انگلیسی: Justice League: Crisis on Two Earths) یک فیلم ویدئویی پویانمایی به کارگردانی مشترک لورن مونتگومری و سام لیو و نویسندگی دواین مک‌دافی است که در سال ۲۰۱۰ منتشر شد.

## بازیگران
- ویلیام بالدوین در نقش بروس وین / بتمن
- مارک هارمون کلارک کنت / سوپرمن
- کریس نوت در نقش لکس لوتر
- جینا تورس در نقش سوپروومن
- جیمز وودز در نقش آول‌من
- برایان بلوم در نقش اولترامن
- جاناتان آدامز در نقش مارشن من‌هانتر
- بروس دیویسن در نقش رئیس‌جمهور اِسلِید ویلسون
- جاش کیتون در نقش والی وست
- ونسا مارشال در نقش پرنسس دایانا / واندر وومن
- جیمز پاتریک استارت در نقش جانی کوئیک
- نولان نورث در نقش هال جردن / گرین لانترن
- جیم میسکیمن در نقش کاپیتان مارول
- کاری ورر در نقش شهروند مدل
- کارلوس الازراکی در نقش وایب